# Улица Красного Курсанта (Санкт-Петербург)
Улица Кра́сного Курса́нта — улица в Петроградском районе Санкт-Петербурга. Проходит от Большого проспекта Петроградской стороны за Гдовскую улицу.

## История

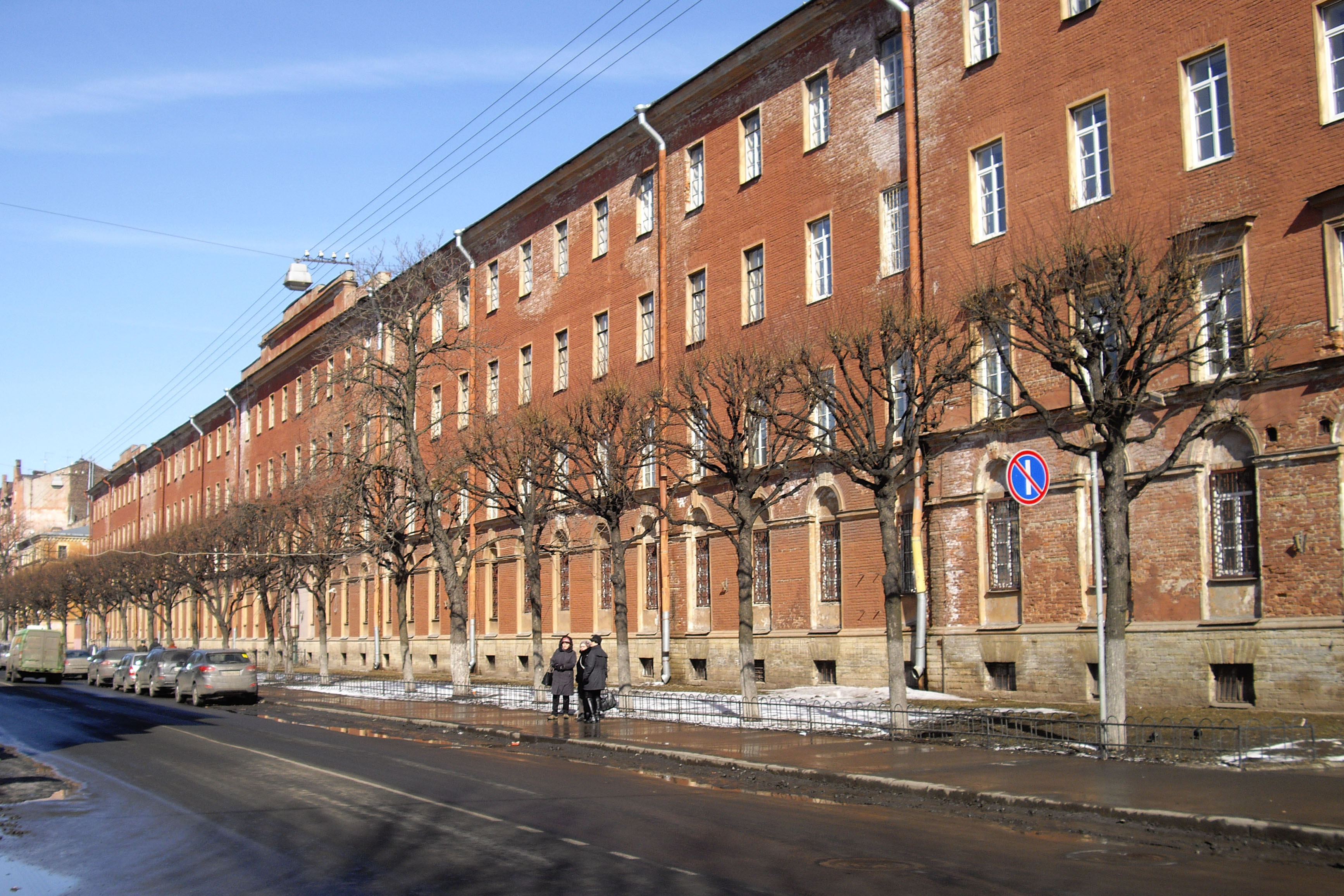
Улица Красного Курсанта, дом 21

Первое название Инженерная улица (на участке от Музыкантского переулка до Новоладожской улицы) возникло в 1772 году, дано по Инженерному Шляхетскому кадетскому корпусу (ныне Военно-космическая академия имени А. Ф. Можайского). В 1798 году переименована в Спасскую улицу (на участке от Малого проспекта до реки Малой Невки), дано по церкви Спаса-Преображения (снесена в 1932 году). С 1790 года участок от Большого до Малого проспекта носил имя Греческая улица, дано по Греческой гимназии. В 1798 году переименована в Греческий проспект. В 1820 году проспект присоединён к Спасской улице. В 1828 году улица переименована в Большую Спасскую улицу.
1 февраля 1922 года переименована в улицу Красного Курсанта, в честь «красных курсантов», в связи с тем, что в помещении Военно-топографического училища (дом 17) в 1918 году открылись первые в стране пехотные курсы по подготовке командного состава Рабоче-Крестьянской Красной Армии. Участок у реки Малой Невки закрыт в 1950-е годы.

## Достопримечательности

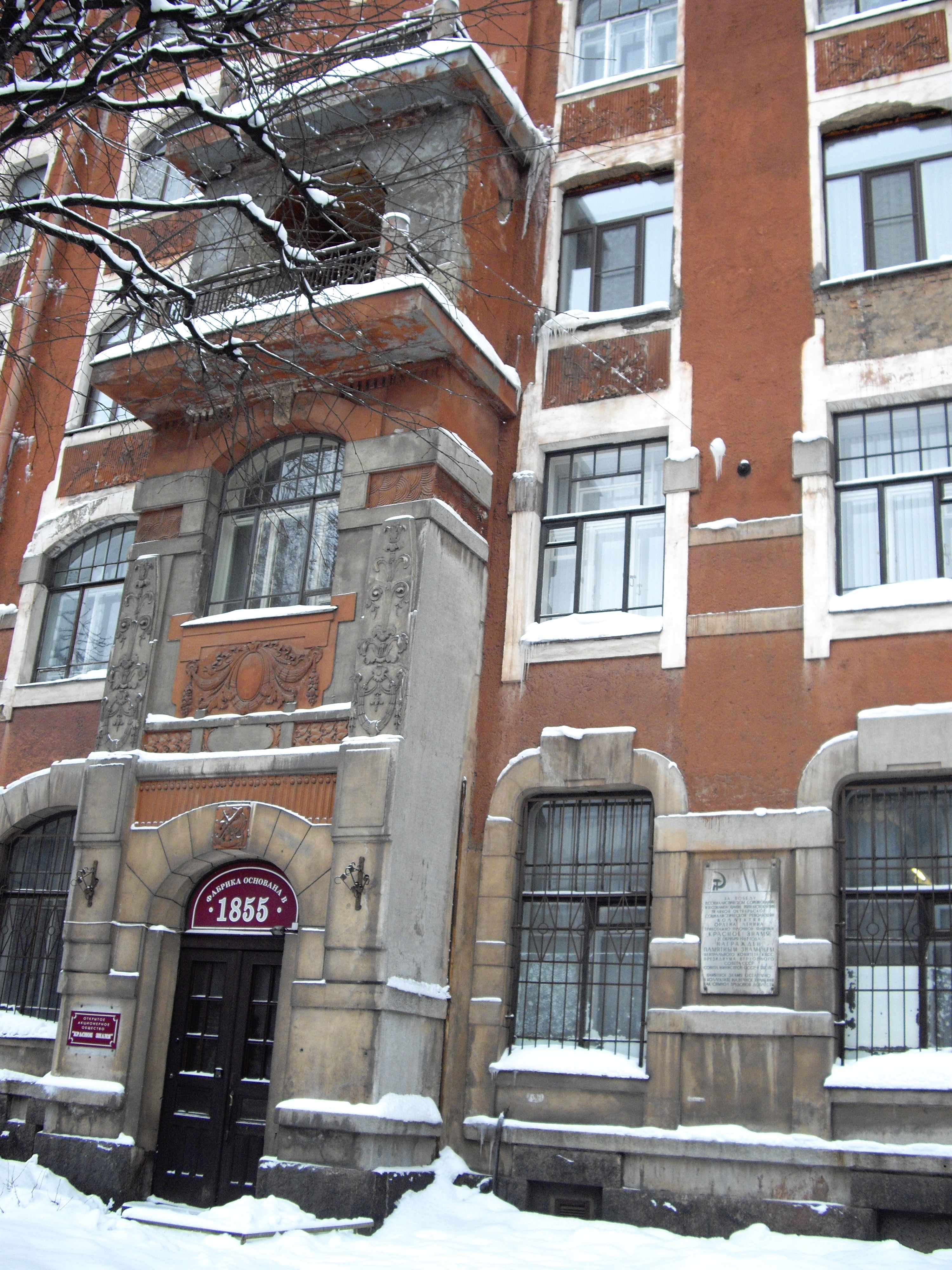
Улица Красного Курсанта, дом 25

- № 10  7832134000 — Сквер Красного Курсанта, участок культурного слоя города Санкт-Петербурга XVIII—XX вв.
- Дома 16, 18  781620410700006 — бывшие здания Второго кадетского корпуса, ныне эти здания занимает Военно-космическая академия имени А. Ф. Можайского. Дом 16 (правый и левый корпуса) — главное здание и манеж Второго кадетского корпуса (1800—1803, арх. Ф. И. Демерцов), дом 18 — экзерциргауз (1819—1820, арх. Л. Руска).  Объект культурного наследия № 7810373000№ 7810373000
- Дом 17 (Пионерская улица, 20 литера Б)  Объект культурного наследия № 7802554000№ 7802554000 — здание Военно-топографического училища.
- Дом 21  781610571110005 — бывшие казармы Дворянского полка. Построены арх. А. Е. Штаубертом в 1833—1837, перестроены акад. арх. Г. М. Ивановым в 1842—1843, расширены акад. арх. П. Л. Виллерсом в 1851 году.
- Дома с 25 по 31  781711204390015 — бывшие здания чулочно-трикотажной фабрики А. С. Керстена, 1911, гражд. инж. С. П. Кондратьев. Впоследствии — фабрика «Красное знамя»:
  - Дом № 25  781711204390015 — здание фабричного управления и доходный дом, 1911, гражд. инж. С. П. Кондратьев, 1913, арх. М. С. Лялевич.
  - Дом № 25, литеры А, Е, Ж (27-31)  781711204390045 — главный производственный корпус.
  - Дом № 25, литера В (Пионерская улица, 32)  781711204390035 — картонный корпус.
  - Дом № 25, литера Д  781711204390025 — служебно-конюшенный корпус.
- Дом 26 — в этом доме жил Герой Советского Союза Д. А. Медведев[2].
- Дома № 32-36 (Ждановская улица, 37-41 / Новоладожская улица) — комплекс построек Санкт-Петербургской бригады пограничной стражи, 1890-е — 1910-е, гражд. инж. В. А. Шевалев:
  - Дом № 32  7831510001 — главный корпус с домовой церковью во имя Святителя Николая Чудотворца.
  - Дома № 32Б, 36Б, Новоладожская, 1  7831510002 — комплекс из пяти служебно-хозяйственных корпусов.
  - Дома № 32 литера В, 34, Ждановская улица, 37, 39, 41  7831510003 — семь казарменных и административных корпусов.